# Munilla (La Rioja)
Munilla ist ein abgelegenes kleines Bergdorf und eine aus dem Ort und dem Weiler (pedanía) Peroblasco bestehende Gemeinde (municipio) mit 98 Einwohnern (Stand: 2024) im Süden der Autonomen Gemeinschaft La Rioja in Spanien.

## Lage
Der Ort Munilla liegt am Río Manzanares nahe der Grenze zur Provinz Soria in einer Höhe von etwa 790 m. Die Entfernung zur nördlich gelegenen Provinzhauptstadt Logroño beträgt ca. 45 km (Fahrtstrecke). Das Klima ist gemäßigt bis warm; Regen (ca. 565 mm/Jahr) fällt überwiegend im Winterhalbjahr.

## Bevölkerungsentwicklung
| Jahr      | 1857  | 1900  | 1950  | 2001 | 2018 |
| Einwohner | 2.342 | 1.725 | 1.017 | 120  | 108  |

Infolge der Mechanisierung der Landwirtschaft, der Aufgabe bäuerlicher Kleinbetriebe und des daraus resultierenden geringeren Arbeitskräftebedarfs ist die Zahl der Einwohner seit der 2. Hälfte des 20. Jahrhunderts stark zurückgegangen.

## Wirtschaft
Das kleine Bergdorf war und ist in hohem Maße geprägt von der Landwirtschaft, vor allem von der Viehzucht (Milch, Käse). In früheren Zeiten diente der Ort als Handwerks- und Marktzentrum für einige – mittlerweile meist verlassene – kleinere Einzelgehöfte und Weiler in der Umgebung. Im 17. und 18. Jahrhundert gab es eine bedeutende Tuch- und Schuhproduktion. Seit der Mitte des 20. Jahrhunderts spielt der Tourismus (Wandern und Ferienwohnungen) eine wichtige Rolle als Einnahmequelle für die Gemeinde.

## Geschichte
Ein römischer Inschriftstein weist darauf hin, dass der Ort in der Antike an einer Straße von Calagurris Iulia (Calahorra) nach Numantia (bei Soria) lag. Im 8. Jahrhundert drangen die Mauren bis in den Norden der Iberischen Halbinsel vor. Im Zuge der Rückeroberung der besetzten Gebiete durch die Christen (reconquista) lag die Gegend um Munilla im Grenzbereich beider Kulturen – in einer Urkunde des Jahres 1024 wird der Ort erstmals namentlich erwähnt.

## Sehenswürdigkeiten

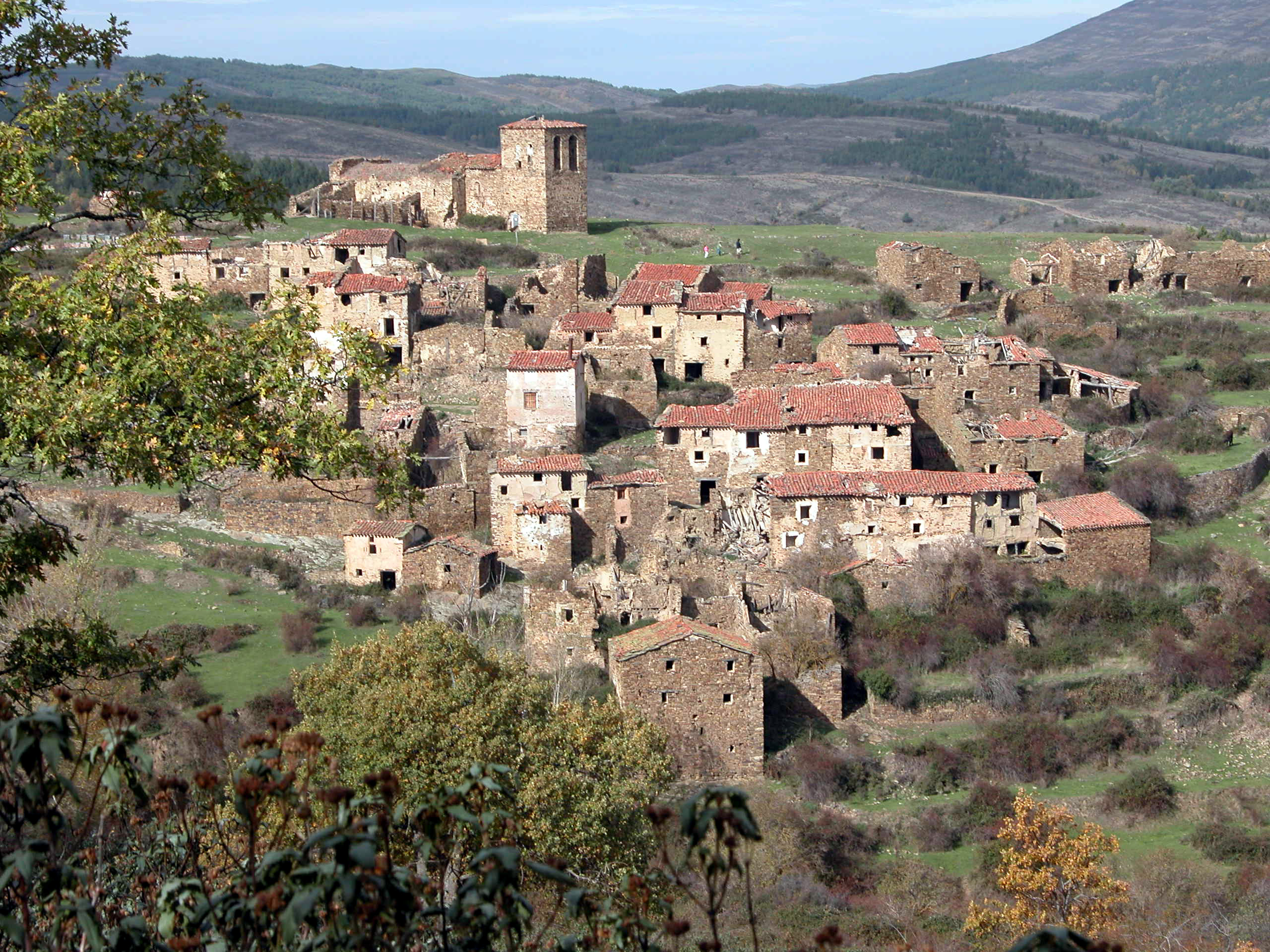
Verlassenes Dorf La Santa

- Die örtliche Pfarrkirche San Miguel ist dem Erzengel Michael geweiht; sie zeigt spätgotische Stileinflüsse und stammt noch aus dem 15. Jahrhundert. Sie besitzt mehrere sehenswerte Altarretabel (retablos) aus dem 16. bis 18. Jahrhundert.[7]
- Die Iglesia de Santa Maria de la Asunción ist der Himmelfahrt Mariens geweiht. Auch sie entstammt dem 15./16. Jahrhundert und besitzt mehrere Altarretabel.
- Die barocke Ermita de La Soledad steht in der Nachbarschaft.
- Eine doppelbogige Steinbrücke aus dem 15./16. Jahrhundert (puente romano) überspannt den Río Manzanares.[8]

Umgebung
- In der Umgebung befinden sich vier im 19. und 20. Jahrhundert verlassene Weiler (despoblados) (La Monija, La Santa, Ribalmaguillo und San Vicente de Munilla).
- Der nur noch ca. 10 Einwohner zählende Weiler Peroblasco liegt auf einem Felsen oberhalb des Río Cidacos.